# Jürg Jenatsch
Jürg Jenatsch ist der Titel eines 1876 erschienenen historischen Romans von Conrad Ferdinand Meyer über den Bündner Pfarrer und Militärführer Jörg Jenatsch.

Jürg Jenatsch, Leipzig, 1899, Originalausgabe, Folgeauflage

## Entstehung
Das Manuskript entstand von August 1866 bis 22. Juli 1874 als eines der ersten Prosawerke Meyers, unterbrochen durch die Arbeit an dem Versepos Huttens letzte Tage und an der Novelle Das Amulett, die dann zuerst gedruckt wurden. Eine erste Fassung Georg Jenatsch. Eine Geschichte aus der Zeit des Dreißigjährigen Krieges erschien von Juli bis Dezember 1874 als Fortsetzungsroman in der Zeitschrift Die Literatur. Die – textlich veränderte, überarbeitete bzw. erweiterte – Buch-Erstausgabe folgte zwei Jahre später in zwei Bänden (Leipzig 1876) unter dem Titel Georg Jenatsch. Eine alte Bündnergeschichte. Seit der 3. Auflage 1882 trägt das Werk den Titel Jürg Jenatsch. Eine Bündnergeschichte. Als Hauptquelle verwendete Meyer Georg Jenatsch, Graubündens Pfarrer und Held während des Dreißigjährigen Krieges von Balthasar Reber (1860).

## Handlung
Der Roman spielt in der Zeit des Dreißigjährigen Krieges. Zu Beginn des Krieges streben die Spanier danach, Graubünden unter ihre Gewalt zu bringen, um damit die strategisch wichtigen Bergpässe unter Kontrolle zu bekommen. Den Spaniern tritt der junge reformierte Pfarrer Jürg Jenatsch entgegen. Er ist Anführer der protestantischen Bündner, die angetreten sind, ihre Heimat zu verteidigen. Sein Gegenspieler auf der katholischen Seite ist der Freiherr Pompejus Planta.
Planta inszeniert eine Verschwörung, in deren Folge Jenatschs Frau beim Veltliner Protestantenmord umgebracht wird. Jenatsch und seine Reformierten müssen fliehen, und die Spanier und die Österreicher können das Land besetzen. 
Der auf Rache für den Tod seiner Frau sinnende Jenatsch stellt Planta nach und tötet ihn. Auch in allen nachfolgenden Handlungen lässt Jenatsch sich stark durch seinen Hass leiten. Zuletzt muss er einsehen, dass er auf diese Weise seinem Land mehr geschadet als genützt hat, und er wendet sich nunmehr dem französischen Herzog Heinrich von Rohan zu. Rohan wurde von den Franzosen gesandt, um die reformierten Vaterlandsverteidiger zu unterstützen. Jenatsch wird zu einem Oberst in Rohans Heer. Die von ihm angeführten Truppen unterstehen von da an dem Oberbefehl des Franzosen.
Die französischen Truppen beenden den Krieg siegreich. Im Vertrag von Chiavenna verbürgt sich Heinrich von Rohan nunmehr für die Freiheit und Unabhängigkeit Graubündens. Jenatsch begrüßt diese Entwicklung sehr, muss jedoch erkennen, dass der französische Kanzler, Kardinal Richelieu, nicht bereit ist, den Vertrag zu unterschreiben. Jenatsch wandelt sich nunmehr zu einem Menschen, der vor allem auf skrupelloses Taktieren setzt.
Er schließt ein geheimes Bündnis mit den Spaniern. Durch gemeinsame Anstrengungen gelingt es, die Franzosen zu vertreiben. Um einen Unabhängigkeitsvertrag für sein Land zu erlangen, ist er sogar bereit, zum katholischen Glauben überzutreten. Aus der Sicht der Spanier ist er zuletzt jedoch eine Person, die zu mächtig geworden ist. Er wird Opfer eines Mordanschlags, eigenhändig ausgeführt von seiner ehemaligen Geliebten Lucrezia, mit derselben Axt, mit der Jenatsch ihren Vater ermordet hatte.

## Abweichungen gegenüber der historischen Überlieferung
In Wirklichkeit hatte Pompejus Plantas Tochter mit der Ermordung Jenatschs nichts zu tun. Auch die jugendliche Liebesbeziehung zwischen Jenatsch und der Frau, die später seine Mörderin sein wird, beruht auf dichterischer Freiheit.

## Rezeption
Der Roman erzielte zu Lebzeiten des Autors (also innerhalb von etwa 22 Jahren) 30 Auflagen, 1907 war die 80. Auflage erreicht (nur der Ekkehard von Viktor von Scheffel übertraf diese Zahl), und er wurde in zahlreiche Sprachen übersetzt. Der Erfolg setzte sich auch später fort, und noch 1993 wird der Jürg Jenatsch als „Meyers vielleicht beliebtestes Werk“ bezeichnet.
Harry Graf Kessler sah 1927 den Jürg Jenatsch als ein Meisterwerk politischer Dichtung und las ihn als Vorausschau auf den Nationalismus und die Konflikte seiner eigenen Zeit. Seine Argumentation kann zugleich als Begründung für den bleibenden literarischen Wert des Werks, beispielsweise auch als Schullektüre, dienen:

„Im Dom stieß ich auf das Grab oder richtiger die Grabplatte von Jürg Jenatsch, die jetzt an der Wand aufgestellt ist: GEORGIUS JENACIUS, eine Inschrift und ein grobes, in Stein gehauenes Wappen. Das veranlaßte mich, Conrad Ferdinand Meyers ›Jürg Jenatsch‹ in einer Buchhandlung zu kaufen und zu lesen.
Zu meiner Überraschung entdeckte ich ein ganz großes Buch. Vielleicht kann es erst unsere Zeit, können erst wir, die wir Weltkrieg und Revolution erlebt haben, seine ganze Tiefe und Wahrheit erkennen. Jeder Nationalist und Fememörder müßte gezwungen werden, es zu lesen, damit er sein eigenes Antlitz im Spiegel sehe. Mit leidenschaftlicher Glut hat Conrad Ferdinand Meyer hier für alle Ewigkeit avant la lettre, aber erschreckend wahr das Gesicht des ›nichts als Nationalisten‹ in Erz geätzt.
Jürg Jenatsch ist ein Ungeheuer, aber ein Monstrum, das seiner Zeit weit voraus ist, dessen Nachkommenschaft im neunzehnten und zwanzigsten Jahrhundert die Welt beherrschen sollte. Der Gegensatz Jenatsch (fanatischer Nationalist) und Rohan (Ehren- und Friedensmensch) ist der, der heute, und gerade heute, den Weltlauf formt. Es ist geradezu unheimlich, wie Meyer in diesen beiden Figuren alles zusammengefaßt und gestaltet hat, was uns heute bewegt und tief aufwühlt. Hätte er nichts andres geschrieben, er würde einen Platz für sich einnehmen als einziger großer politischer Dichter deutscher Sprache. In der Figur von Jenatsch, ihrer gigantischen Unbedenklichkeit, ihrem verbrecherischen guten Gewissen, ihrem fanatischen Machtwillen, ist der Typ vorweggenommen und vollkommen und tief hingestellt, der den Weltkrieg geboren hat; (...)“

Die sozialistische Literaturwissenschaft der Nachkriegszeit deutete Jenatschs Entwicklung als Folge eines gesellschaftlichen Systemfehlers: „Der (von theatralischen Effekten nicht freie) Roman (...), der im historischen Kostüm das Thema nationaler Freiheit und Unabhängigkeit behandelt, wirft mit der Entwicklung seines Helden (eines ‚Renaissancemenschen‘) vom Volksführer zum skrupellosen Machtpolitiker einen bezeichnenden Widerschein auf die weder durch Humanität noch Recht legitimierte herrschende Klasse der Bourgeoisie.“
Der Jürg-Jenatsch-Stoff, den bereits Meyer ursprünglich als Drama gestalten wollte, wurde in der Folge mehrfach für die Bühne bearbeitet: 1893 von Richard Voß (Jürg Jenatsch) und 1936 von Rudolf Joho (Jörg Jenatsch) für das Sprechtheater, 1927 für das Musiktheater.

### Vertonung
Von 1927 bis 1929 schrieb der Komponist Heinrich Kaminski Jürg Jenatsch. Ein Drama nach der gleichnamigen Erzählung C. F. Meyers. Die Uraufführung am 27. April 1929 an der Semperoper in Dresden geriet wegen unkoordinierter Parallelarbeit von zwei Regisseuren (einer für Sänger, einer für Schauspieler) zum Misserfolg.